# 滋賀県道229号百済寺甲上岸本線
滋賀県道229号百済寺甲上岸本線（しがけんどう229ごう ひゃくさいじこうかみぎしもとせん）は、滋賀県東近江市を通る一般県道である。

## 概要
東近江市百済寺甲町から東近江市上岸本町に至る。
湖東三山のひとつ、百済寺の参道に通じる県道で、山岳部では犬上川沿いを走る。

### 路線データ
- 起点：東近江市百済寺甲町（滋賀県道34号多賀永源寺線交点）
- 終点：東近江市上岸本町（滋賀県道217号外八日市線交点）
- 総延長：12.8 km

## 路線状況

### 重複区間
- 滋賀県道508号中里山上日野線（東近江市百済寺本町 - 東近江市百済寺本町・愛東北小口交差点、約400 m）
- 滋賀県道327号湖東八日市線（東近江市鯰江町 - 東近江市上岸本町）

## 地理

### 通過する自治体
- 東近江市

### 交差する道路
| 交差する道路                             | 交差する場所 | 交差する場所     |
| ---------------------------------------- | ------------ | ---------------- |
| 滋賀県道34号多賀永源寺線                 | 百済寺甲町   | 起点             |
| 滋賀県道508号中里山上日野線 重複区間起点 | 百済寺本町   |                  |
| 滋賀県道508号中里山上日野線 重複区間終点 | 百済寺本町   | 愛東北小口交差点 |
| 国道307号 / 近江グリーンロード           | 池之尻町     | 池之尻交差点     |
| 滋賀県道327号湖東八日市線 重複区間起点   | 鯰江町       |                  |
| 滋賀県道327号湖東八日市線 重複区間終点   | 上岸本町     |                  |
| 滋賀県道217号外八日市線                  | 上岸本町     | 終点             |

### 沿線
- 日吉神社
- 百済寺
- 愛東上中野郵便局
- 恵美須神社
- 恵美須溜
- 上岸本運動公園

### 峠
- 角井峠（東近江市）